# Philaeus jugatus
Philaeus jugatus är en spindelart som först beskrevs av Koch L. 1856.  Philaeus jugatus ingår i släktet Philaeus och familjen hoppspindlar. Inga underarter finns listade i Catalogue of Life.